# Jaques Lazier
Jaques Lazier (Denver, 25 de janeiro de 1971) é um automobilista norte-americano. Ele é irmão mais novo de Buddy Lazier, vencedor das 500 Milhas de Indianápolis de 1996, e filho de Bob Lazier.

## Carreira
Iniciou a carreira em 1989, na Fórmula Ford, aos 18 anos de idade, competindo na categoria até 1997, quando passou para a Indy Lights, disputando algumas corridas.

## IRL

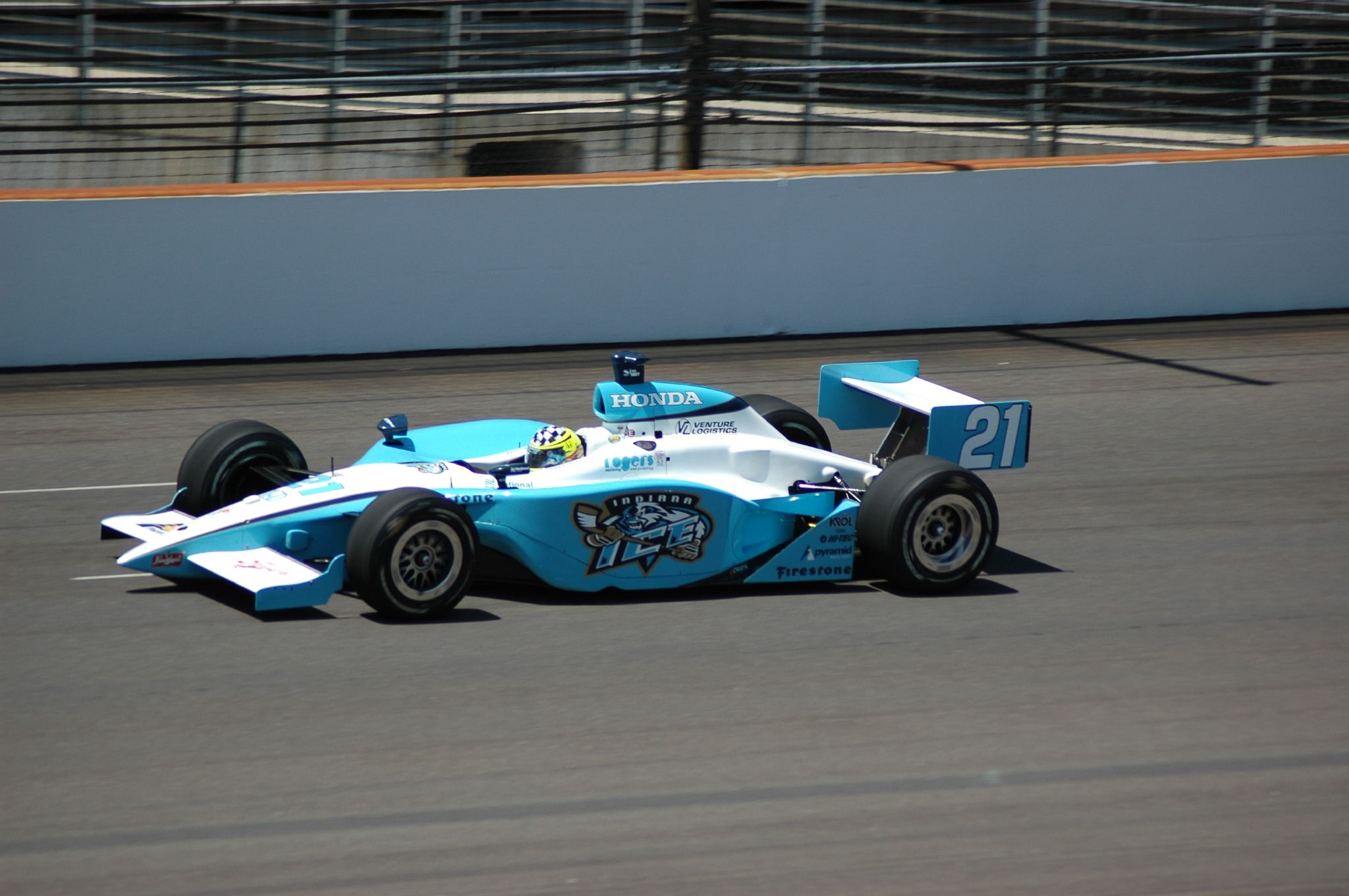
Jaques Lazier nos treinos para as 500 milhas de 2007.

A primeira participação de Lazier na IRL foi justamente nas 500 Milhas de Indianápolis de 1998. Pilotando um carro da Cobb Racing, equipe dirigida pelo ex-vencedor das 24 Horas de Le Mans, Price Cobb, fracassou na tentativa de obter a vaga entre os 33 participantes. Também não obteve sucesso em 1999, desta vez correndo pela DR Motorsports, equipe de seu pai, Bob Lazier; sua estreia oficial deu-se no mesmo ano, pela Truscelli, no GP do Texas. Lazier encerrou a temporada em 18º lugar, com 144 pontos.
Sem ter disputado uma temporada completa na IRL, Lazier teve desempenhos modestos após 1999: vigésimo lugar em 2000, 17º em 2001 - conquistando seu primeiro pódio no GP de Nashville e sua primeira vitória, em Chicago - (melhor colocação dele na IRL), 26º em 2002, 23º em 2003, 22º em 2004 e 24º em 2005. Em 2006 e 2007, viveu suas piores temporadas na categoria, terminando-as 29º e 33º, respectivamente. Frustrado, Lazier não encontrou equipe para competir na IRL em 2008.
Voltou em 2009 pela 3G Racing, como substituto de Stanton Barrett, que saiu após seu fraco rendimento no início da temporada. Seu melhor resultado foi um décimo-terceiro lugar obtido no GP de Iowa. Encerrou a temporada com 77 pontos, na vigésima-sexta posição.
A última presença de Jaques na categoria foi nas 500 Milhas de Indianápolis de 2010. Chamado às pressas pela equipe Foyt, ocupou a vaga de A.J. Foyt IV, mas não teve sucesso em classificar o carro #41. Apesar do fracasso, ele tornou-se o piloto que disputou provas por mais equipes: 14 no total.

## Participações nas 500 Milhas
| Ano  | Equipe                 | Chassi  | Motor      | Posição de largada | Posição de chegada | Nota |
| ---- | ---------------------- | ------- | ---------- | ------------------ | ------------------ | ---- |
| 1998 | Cobb Racing            | G-Force | Oldsmobile | DNQ                | DNQ                |      |
| 1999 | DR Motorsports         | G-Force | Oldsmobile | DNQ                | DNQ                |      |
| 2000 | Truscelli              | G-Force | Oldsmobile | 26                 | 13                 |      |
| 2001 | Byrd/TeamXtreme Racing | G-Force | Oldsmobile | 17                 | 22                 |      |
| 2003 | Menard                 | Dallara | Chevrolet  | 20                 | 29                 |      |
| 2004 | Gordon                 | Dallara | Chevrolet  | (18)               | 29                 |      |
| 2005 | Playa Del Racing       | Panoz   | Toyota     | 27                 | 16                 |      |
| 2006 | Playa Del Racing       | Panoz   | Honda      | 24                 | 17                 |      |
| 2007 | Playa Del Racing       | Panoz   | Honda      | 28                 | 27                 |      |
| 2010 | Foyt                   | Dallara | Honda      | DNQ                | DNQ                |      |